# Јос
Јос (грчки грч. ) је једно од острва у групацији Киклада у Грчкој. Управно острво припада округу Санторини у оквиру Периферији Јужни Егеј, где са околним острвцима и хридима чини засебну општину.

## Природни услови
Јос је једно од острва Киклада средње величине, удаљено око 200 km југоисточно од Атине. Најближа околна острва су Сикинос 5 km ка западу и Санторини 20 km ка југу. Острво је средње разуђено и планинско у већем делу.
Јос спада у острва Киклада која су положена даље од копна, па уз месну средоземну климу са мало падавина постоји сталан недостатак воде. Због тога је острво већим делом сушно и каменито, а биљни и животињски свет су такође особени за ову климу. Од гајених култура доминира маслина.

## Историја
За Јос, као и за целокупне Кикладе, је необично важно раздобље касне праисторије, тзв. Кикладска цивилизација, зависна и блиска Критској. Иза Кикладске цивилизације су данас остале бројне фигурине-идоли, везане за загробни живот. Током старе Грчке Иос је био један од малих полиса у веома важном делу Грчке.
После тога острвом је владао стари Рим, а затим и Византија. 1204. г. после освајања Цариграда од стране Крсташа Киклади потпадају под власт Млечана, под којима остају вековима, до 1566. г., када нови господар постаје османско царство. Становништво Иоса је било укључено у Грчки устанак 20-их година 19. века, па је острво оно је одмах припало новооснованој Грчкој. Међутим, развој нове државе није спречио исељавање месног становништва у 20. веку. Последњих деценија ово је донекле умањено развојем туризма.

## Становништво
Главно становништво на Иосу су Грци. Иос спада у ређе насељена острва међу значајинијим острвима Киклада. Главно место острва, град Иос или једноставније Хора („средиште“) је далеко највеће насеље на острву и у њему живи око 85% острвског становништва.

## Привреда
Привреда Иоса се заснива на туризму и поморству, а мање на традициналној пољопривреди (јужно воће, маслине). Острво Иос је изузетно добро повезано са луком Пиреј, са острвима Санторини, Наксос, Парос, и мањим Фолеграндос, Сикинос, као и другим оближњим острвима.

## Плаже
Острво Иос је познато по лепим плажама. Још 1970. године припадници Хипи покрета су открили плажу Милопотас, и од тог времена Иос постаје одредиште младих. Међутим, у последње време све више је и туриста који долазе породично јер има доста лепих плажа, граде се нови апартмани, за сваког по нешто. Постоје и лепе плаже поред луке, али и удаљене плаже на острву до којих се стиже аутобусом или аутомобилом, мотором, једна од њих је предивна, Манганари плажа.

## Галерија
- Скаркос брдо, археолошко налазиште.
- Лука
- Позната плажа, Манганари
- Црква
- Плажа Милопотас
- Хора
- Ветрењаче
- Хора, залазак сунца
- Поглед на луку Иос, у даљини острво Сикинос
- Млади Хипици, 1970-их година